# Giro delle Dolomiti 1948
Il Giro delle Dolomiti 1948, prima storica edizione della corsa, si svolse dal 3 al 5 settembre 1948 su un percorso di 367 km suddiviso in 3 tappe (l'ultima composta a sua volta da 2 semitappe). La vittoria fu appannaggio dell'italiano Luciano Cremonese, che completò il percorso in 10h05'10" precedendo i connazionali Giovanni Pinarello e Eligio Vacchiani.
La corsa si sviluppò secondo un formato che rimase invariato anche nelle edizioni successive, con due/tre frazioni in linea nelle prime giornate e due semitappe nel giorno conclusivo, con una prima semitappa in linea ed una seconda come cronometro individuale.

## Tappe
| Tappa | Data        | Percorso                                 | km  | Vincitore di tappa | Leader cl. generale |
| ----- | ----------- | ---------------------------------------- | --- | ------------------ | ------------------- |
| 1ª    | 3 settembre | Treviso > Alleghe                        | 135 | Manlio Cerutti     | Manlio Cerutti      |
| 2ª    | 4 settembre | Alleghe > Auronzo di Cadore              | 90  | Amerigo Loschi     | Manlio Cerutti      |
| 3ª-1ª | 5 settembre | Auronzo di Cadore > Conegliano           | 115 | Giovanni Pinarello | -                   |
| 3ª-2ª | 5 settembre | Conegliano > Treviso (cron. individuale) | 27  | Adolfo Grosso      | Luciano Cremonese   |

## Dettagli delle tappe

### 1ª tappa
- 3 settembre: Treviso > Alleghe – 135 km

Risultati
| Pos. | Corridore        | Squadra | Tempo    |
| ---- | ---------------- | ------- | -------- |
| 1    | Manlio Cerutti   | -       | 3h28'31" |
| 2    | Leandro Frassine | -       | a 7"     |
| 3    | Alberto Ghirardi | Benotto | a 20"    |

| Pos. | Corridore      | Squadra | Tempo |
| ---- | -------------- | ------- | ----- |
| 1    | Manlio Cerutti | -       | ?     |

### 2ª tappa
- 4 settembre: Alleghe > Auronzo di Cadore – 90 km

Risultati
| Pos. | Corridore        | Squadra | Tempo    |
| ---- | ---------------- | ------- | -------- |
| 1    | Amerigo Loschi   | -       | 3h02'30" |
| 2    | Manlio Cerutti   | -       | s.t.     |
| 3    | Vittorio Brumani | -       | s.t.     |

| Pos. | Corridore      | Squadra | Tempo |
| ---- | -------------- | ------- | ----- |
| 1    | Manlio Cerutti | -       | ?     |

### 3ª tappa, 1ª semitappa
- 5 settembre: Auronzo di Cadore > Conegliano – 115 km

Risultati
| Pos. | Corridore          | Squadra | Tempo    |
| ---- | ------------------ | ------- | -------- |
| 1    | Giovanni Pinarello | Atala   | 2h54'20" |
| 2    | Angelo Barazzuol   | -       | s.t.     |
| 3    | Luciano Cremonese  | Cimatti | s.t.     |

| Pos. | Corridore | Squadra | Tempo |
| ---- | --------- | ------- | ----- |
| 1    | ?         | -       | ?     |

### 3ª tappa, 2ª semitappa
- 5 settembre: Conegliano > Treviso – (cron. individuale) – 27 km

Risultati
| Pos. | Corridore          | Squadra | Tempo  |
| ---- | ------------------ | ------- | ------ |
| 1    | Adolfo Grosso      | -       | 37'22" |
| 2    | Giovanni Pinarello | Atala   | a 3"   |
| 3    | Giovanni Roman     | -       | a 8"   |

| Pos. | Corridore          | Squadra | Tempo     |
| ---- | ------------------ | ------- | --------- |
| 1    | Luciano Cremonese  | Cimatti | 10h05'10" |
| 2    | Giovanni Pinarello | Atala   | a 1'45"   |
| 3    | Eligio Vacchiani   | -       | a 2'05"   |

## Classifiche finali

### Classifica generale
| Pos. | Corridore                 | Squadra | Tempo     |
| ---- | ------------------------- | ------- | --------- |
| 1    | Luciano Cremonese         | Cimatti | 10h05'10" |
| 2    | Giovanni Pinarello        | Atala   | a 1'45"   |
| 3    | Eligio Vacchiani          | -       | a 2'05"   |
| 4    | Ferdinando Della Giustina | -       | a 3'07"   |
| 5    | Alberto Ghirardi          | Benotto | a 3'32"   |
| 6    | Leandro Frassine          | -       | a 3'43"   |
| 7    | Manlio Cerutti            | -       | a 4'10"   |
| 8    | Adolfo Grosso             | -       | a 4'25"   |
| 9    | Vittorio Brumani          | -       | a 5'05"   |
| 10   | Giovanni Roma             | -       | a 5'07"   |